# 袁克夫
袁克夫（1921年—1984年），笔名袁柯复、柯复等，男，山东蓬莱人，中国摄影家，曾任中国摄影学会常务理事。